# 尚普利特
尚普利特（法語：Champlitte，法語發音：[ʃɑ̃plit]或 [ʃɑ̃lit]）是法国上索恩省的一个市镇，属于沃苏勒区。

## 地理
尚普利特（47°36'58"N, 5°30'51"E）面积128.9 平方千米，位于法国勃艮第-弗朗什-孔泰大區上索恩省，该省份为法国东部内陆省份，北起顺时针与孚日省、贝尔福地区省、杜省、汝拉省、科多尔省和上马恩省接壤。
与尚普利特接壤的市镇（或旧市镇、城区）包括：格勒南、蒙蒂尼-莫尔奈-万雅讷河畔新城、奥兰、贝尔蒙、舒瓦耶-达尔德奈、库布朗、屈塞、索勒、托尔奈、埃屈埃勒、弗拉蒙、大佩尔塞、皮埃尔库尔。
尚普利特的时区为UTC+01:00、UTC+02:00（夏令时）。

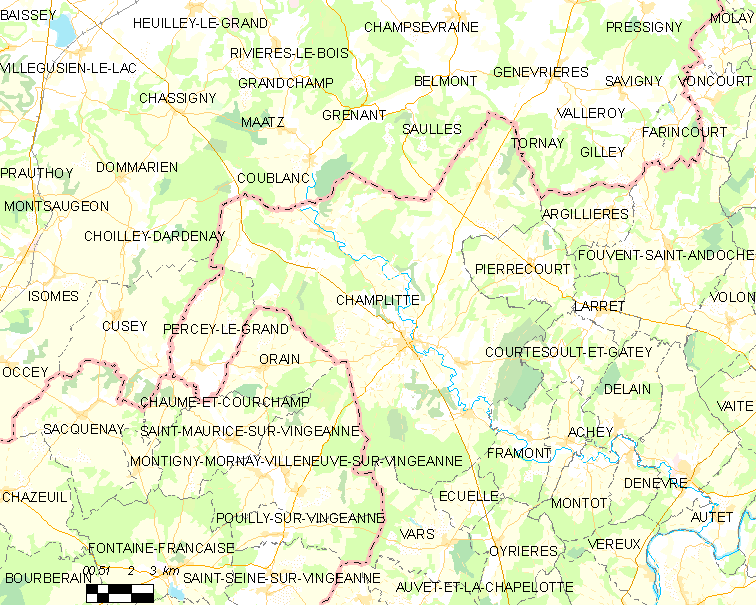
尚普利特的OSM定位图

## 行政
尚普利特的邮政编码为70600，INSEE市镇编码为70122。

## 政治
尚普利特所属的省级选区为萨隆河畔当皮埃尔县。

## 人口

1962-2008年间尚普利特人口变化图示

尚普利特于2022年1月1日时的人口数量为1601人。